# Izúcar de Matamoros (kommun)
Izúcar de Matamoros är en kommun i Mexiko.   Den ligger i delstaten Puebla, i den sydöstra delen av landet, 120 km sydost om huvudstaden Mexico City.
Följande samhällen finns i Izúcar de Matamoros:
- Izúcar de Matamoros
- Ayutla
- Raboso
- La Galarza
- San Juan Colón
- San Miguel las Minas
- San José las Bocas
- Agua Escondida
- San Pedro Calantla
- San Isidro
- Abelardo L. Rodríguez
- Vista Hermosa
- El Cerrito
- Xaltianguis
- San Martín la Flor
- Huaxtepec
- El Aguacate
- Guadalupe las Chichihuas
- El Mirador